# Битва при Дрепане
Битва при Дрепане (249 до н. э.) — морское сражение между римским и карфагенским флотами у портового города Дрепана ( современный Трапани на Сицилии ) в ходе Первой Пунической войны.
В 249 году до н. э. римский консул Публий Клавдий Пульхр предложил на военном совете атаковать с моря город Дрепану, рассчитывая на эффект неожиданности. Эта идея была принята, и римская эскадра поплыла к Дрепане. Во время гаданий жертвенные куры не стали клевать зерно, что должно было предрекать неудачу, и презиравший такие суеверия Пульхр приказал выбросить их за борт, высокомерно заявив: «если не хотят есть, так пусть попьют!».
На рассвете римская эскадра подошла к городу. Командующий карфагенским гарнизоном Адгербал действительно не ожидал нападения, но смог быстро собрать флот, с которым и вышел из гавани навстречу неприятелю. Когда карфагеняне уже были готовы к бою, римские корабли не успели построиться. Пульхр в это время «подгонял неповоротливых». Карфагеняне атаковали, и спустя некоторое время им стал сопутствовать успех. В результате римский флот был полностью разгромлен, консулу удалось бежать. Из 120 кораблей уцелели лишь 27, которые находились в арьергарде с Пульхром. Эта была самая крупная морская победа карфагенян за всю войну.